# ロバート・ガスコイン＝セシル (第5代ソールズベリー侯爵)
第5代ソールズベリー侯爵ロバート・アーサー・ジェイムズ・ガスコイン＝セシル（英語：Robert Arthur James Gascoyne-Cecil, 5th Marquess of Salisbury、KG. PC, FRS、1893年8月27日 - 1972年2月23日）は、イギリスの政治家、貴族。1903年から1947年まで「クランボーン子爵」の儀礼称号を称した。

## 経歴
1893年8月27日にハートフォードシャー州ハットフィールドのハットフィールド・ハウスにて、第4代ソールズベリー侯爵ジェイムズ・ガスコイン＝セシルと、その妻である第5代アラン伯爵アーサー・ゴアの娘シシリーの間に長男として誕生する。ヴィクトリア朝期に首相を務めた第3代ソールズベリー侯爵ロバート・ガスコイン＝セシルは父方の祖父にあたる
イートン・カレッジを経てオックスフォード大学オックスフォード大学クライスト・チャーチで学ぶが、第一次世界大戦にグレナディアガーズ中尉として従軍したため学位は取得しなかった。
1929年イギリス総選挙で南ドーセット州選挙区から初当選し、1941年まで庶民院議員。1935年から1938年まで外務省政務次官を、1940年に主計長官を、1940年から1942年まで自治領大臣をそれぞれ務めた。1941年に父親の爵位の従属称号「セシル男爵」として貴族院に招集され（繰上勅書）、貴族院議員となる。その後は1942年に植民地大臣（Secretary of State for the Colonies）、1942年から1943年まで王璽尚書を歴任した。1942年から1945年までは貴族院院内総務（Leader of the House of Lords）を兼ね、1943年から1945年は自治領大臣に再任された。1947年に父親から爵位を相続した。
1950年代はサー・ウィンストン・チャーチル、サー・アンソニー・イーデン、ハロルド・マクミランの下で1951年から1952年まで王璽尚書を、1951年から1957年まで貴族院院内総務を、1952年にイギリス連邦大臣を、1952年から1957年まで枢密院議長を務めた。
1957年1月にイーデンが後任をエリザベス2世に推薦せずに首相を辞職した時、候補はラブ・バトラーとマクミランの2人がいた。女王はどちらに大命を降すべきかの助言をチャーチル、ヒース、ソールズベリーらに求めた。この時圧倒的な支持でマクミランが組閣を命じられたことはメディアに驚きをもって迎えられたが、後にバトラーは庶民院の新人議員に大きな反バトラー派が存在していたことを回顧録で認めた。
ソールズベリーは強硬な帝国主義者として知られていた。1952年にイギリス連邦大臣であった彼は、イギリス人女性と結婚したセレツェ・カーマのベチュアナランド（現在のボツワナ）への帰国を妨げようと試みた。1960年代も南アフリカ共和国・南ローデシア（現在のジンバブエ）を統治する白人政府の忠実な弁護者であった。貴族院のリベラルな改革にも強く反対していたが、一方で「総選挙でマニフェストとして掲げられた法案について貴族院は第2・第3読会で反対できない」とするソールズベリー・ドクトリンを作ってもいる。
1961年にソールズベリーは保守党内の右派グループであるコンサバレイティブ・マンデー・クラブの初代代表となり、死去するまで務めた。
1951年から1971年までリヴァプール大学の総長でもあった。1970年にはアパルトヘイト支持をはじめとする反動的主張を行う彼の解任を求め、学生が上院議事堂を占拠する事件が起きている。
1940年に枢密顧問官に列せられ、1946年にガーター勲章を受勲。1960年から1972年まはガーター騎士団の長官（Chancellor of the Order of the Garter）に任じられていた。1957年には王立協会フェローにも選出されている。

## 栄典

### 爵位
1941年1月21日の繰上勅書により父ジェイムズ・ガスコイン＝セシルから次の爵位を継承した。
- エッセンドンの第11代セシル男爵 (11th Baron Cecil of Essendon)
(1603年5月13日の勅許状によるイングランド貴族爵位)

1947年4月2日の父のジェイムズ・ガスコイン＝セシルの死去により、以下の爵位を継承した。
- 第5代ソールズベリー侯爵 (5th Marquess of Salisbury)
(1789年8月18日の勅許状によるグレートブリテン貴族爵位)
- 第11代ソールズベリー伯爵 (11th Earl of Salisbury)
(1605年5月4日の勅許状によるイングランド貴族爵位)
- 第11代クランボーン子爵 (11th Viscount Cranborne)
(1604年8月20日の勅許状によるイングランド貴族爵位)

### 勲章
- 1946年、ガーター勲章(騎士団)ナイト[1][2]

## 家族
リチャード・キャヴェンディッシュ卿の娘であるエリザベス・ヴェア・キャヴェンディッシュと1915年12月8日に結婚した。夫人との間には三男が生まれたが、爵位を継いだ長男のクランボーン子爵ロバート・エドワード・ピーター・ガスコイン＝セシル以外の二子には先立たれている。